# ۴۱۱ (پیش از میلاد)
۴۱۱ (پیش از میلاد) ۴۱۱مین سال قبل از تقویم میلادی است.